# Oligophlebia amalleuta
Oligophlebia amalleuta är en fjärilsart som beskrevs av Edward Meyrick 1910. Oligophlebia amalleuta ingår i släktet Oligophlebia och familjen glasvingar. Inga underarter finns listade i Catalogue of Life.